# Экспериментальная творческая киностудия
Эксперимента́льная тво́рческая киносту́дия (ЭТК), с 1968 года Эксперимента́льное тво́рческое объедине́ние (ЭТО) — советское кинематографическое объединение, существовавшее в 1965—1976 годах. Деятельность была основана на принципах хозрасчёта и самоокупаемости, а не на социалистических плановых началах, что отличало её от других киностудий страны. Творческая группа была отделена от производственной базы, что позволяло снизить затраты. Однако это стало одной из главных проблем, так как государственные киностудии не хотели делиться своими павильонами из-за загруженности собственными съёмками. Неизменным художественным руководителем организации был режиссёр Григорий Чухрай. «Киностудия» ориентировалась на массового зрителя, позволяя себе эксперименты с синтезом жанров. Некоторое время опыт работы объединения предлагалось распространить на всю систему советского кинопроизводства, но в итоге в 1976 году оно было закрыто. За период существования было снято 38 фильмов, многие из которых занимали верхние строчки в списке лидеров советского проката.

## История

### Предыстория
После окончания Второй мировой войны экономика СССР находилась в тяжёлом состоянии. Кризисные явления не обошли стороной и кинопроизводство. Выпуск фильмов сильно сократился (малокартинье). При этом многие создатели подверглись критике со стороны партийных кругов за недостаточное понимание советской действительности. После смерти Иосифа Сталина в 1953 году, количество картин стало расти (1954 год — 54 фильма, 1956 — 104, 1957 год — 108), однако их художественный и технический уровень в основном был невелик. В 1960-е годы возникло такое значимое явление как оттепельное кино. Однако и в период хрущёвской оттепели никуда не делись многие цензурные и бюрократические ограничения. В середине 1960-х годов режиссёр Владимир Мотыль записал в дневнике, что судьба запуска фильма зависит от 29 человек. В том случае, если «хоть в одном звене кто-то засомневался, вся машина начинает вращаться в обратную сторону». После создания фильма он проходил утомительные приёмки на худсоветах и Государственном комитете Совета министров СССР по кинематографии. Производство фильмов практически не зависело от успеха у публики, так как было основано на плановых началах. 
В 1957 году по инициативе Ивана Пырьева был создан Оргкомитет Союза киноработников, в работе которого приняли участие практически все советские кинематографисты. Пырьев и поддерживающие его коллеги критиковали деятельность Министерства культуры СССР, прежде всего за непонимание специфики процесса кинопроизводства и на большое количество бюрократических препон, которые приходилось преодолевать в процессе создания каждого фильма. Создание Союза киноработников вызвали у кинематографистов стремление к дальнейшим реформам. Одним из членов Госкино был режиссёр Григорий Чухрай, который считал, что для создания качественной продукции необходимо внедрять материальное стимулирование творческой группы, что напрямую должно зависеть от успеха у зрителей. Он аргументировал свою позицию так: «Положение, которое существует сейчас, даёт материальную и моральную возможность говорить: „Фильм не всеми понят, но зато он понят одарёнными людьми“. А если бы зарплата режиссёров зависела от валового сбора фильмов, то они бы, прежде всего, думали о зрителях». Директивный характер кинопроизводства был подтверждён с принятием системы категорирования фильмов. 28 октября 1963 была принята инструкция за подписью председателя Госкино о введении четырёх групп по оплате. От такого распределения зависело количество прокатных копий, выплаты киностудии и зарплата съёмочной группы. Так, фильмы первой группы оплачивались с надбавкой за качество в размере 10% от стоимости; фильмы второй группы с надбавкой 5%; фильмы третьей группы без надбавки; за фильмы четвёртой группы киностудиям компенсировались производственные затраты. Введение такой системы Чухрай не принял, так как затратный, но посредственный и не пользующийся успехом, но идеологически «правильный» фильм приносил студии больше денежных средств, чем недорогой, но кассовый. Причём это относилось даже к ситуации, если оба таких фильма были отнесены к одной категории. До некоторой степени установление категории зависело от количества просмотров, но в большей мере от решения коллегии Госкино.

### Создание

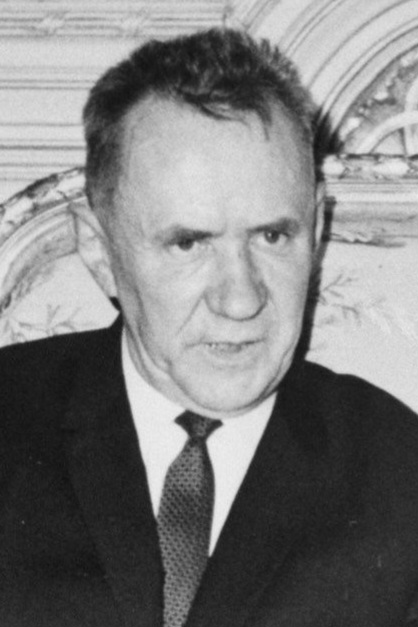
Алексей Косыгин в 1966 году

Чухрай нашёл единомышленника в лице Владимира Познера, одного из пионеров кинопроизводства, экс-начальника Главного управления по производству фильмов Министерства культуры СССР. Вместе они составили проект Экспериментальной творческой киностудии. Процесс её создания происходил в 1964 и 1965 годах. Чухрай сумел попасть на приём к председателю Совета министров СССР Алексею Косыгину, под руководством которого в середине 1960-х годов проводились экономические реформы (расширение самостоятельности предприятий, предоставление им возможности распоряжаться прибылью и внедрение механизмов материального стимулирования производителей в результатах и качестве труда). Проект Чухрая заинтересовал Косыгина, так как он во многом соответствовал его экономическим начинаниям. 9 марта 1964 года председатель Госкино дал указание составить для Совета Министров записку об Экспериментальном творческом объединении. На его заседании проект был рассмотрен и одобрен. 31 марта 1964 года был издан приказ Госкино о создании Экспериментальной творческой киностудии. После уточнения всех технических вопросов и подготовки принципов организации работы, 2 декабря 1965 года вышло постановление Совета министров о создании Экспериментальной творческой киностудии.

### Деятельность
Начальный капитал был взят в долг у государства с обязательством вернуть его с начисленными налогами через два с половиной года, что было сделано уже через два года. По плану средства для возврата долга, а также вознаграждение руководителям ЭТК, должны были формироваться на основе выручки от проката. До тех пор пока сборы от продажи билетов не достигли размера долга выделенного государством на фильм с учётом налоговых начислений, участники объединения не получали никаких выплат. После того как этот размер был преодолён, за каждую тысячу проданных билетов члены киностудии должны были получать вознаграждение в размере четырёх рублей. При многомиллионной продаже билетов это приносило значительный гонорар. Художественным руководителем стал Чухрай, Познер директором, а Константин Симонов возглавил сценарный отдел .
Краеугольным принципом деятельности объединения был хозрасчёт. Так, в связи с плановым характером производства, зарплата руководства государственной студии зависела от числа выпускаемых фильмов в год. При таком подходе руководство стремилось в первую очередь выполнить и перевыполнить план, а не добиться успеха у публики. К другим важным принципам ЭТК в литературе относят: договорную систему найма режиссёра и сценариста; отделение независимой творческой группы от постоянной производственной базы, в то же время павильоны, цехи и аппаратура арендовались у традиционных киностудий; стремление к удешевлению создания фильма, что достигалось путём увеличения подготовительной стадии производства, например требовалась более тщательная подготовка сценария; для удешевления съёмочного процесса была внедрена более гибкая система планирования, призванная не допустить простоя, в том числе путём начисления пени. При такой производственной организации могла возникнуть ситуация, когда сниматься стали бы только дешёвые фильмы, ориентированные на массового зрителя, однако, главными целям организации признавалось стремление, чтобы «талантливый и идейный режиссёр» был в выигрыше, а художественные качества фильмов повышались. За их уровнем следил Чухрай. Чтобы знакомиться с качественной сторонней кинопродукцией на студии были организованы просмотры лучших советских и зарубежных фильмов. Главные проблемы ЭТК были связаны с тем, что киностудии не хотели делиться своими павильонами из-за загруженности собственными съёмками. Кроме того, уже у первых, снятых в 1967 году, фильмов начались проблемы с цензурой.

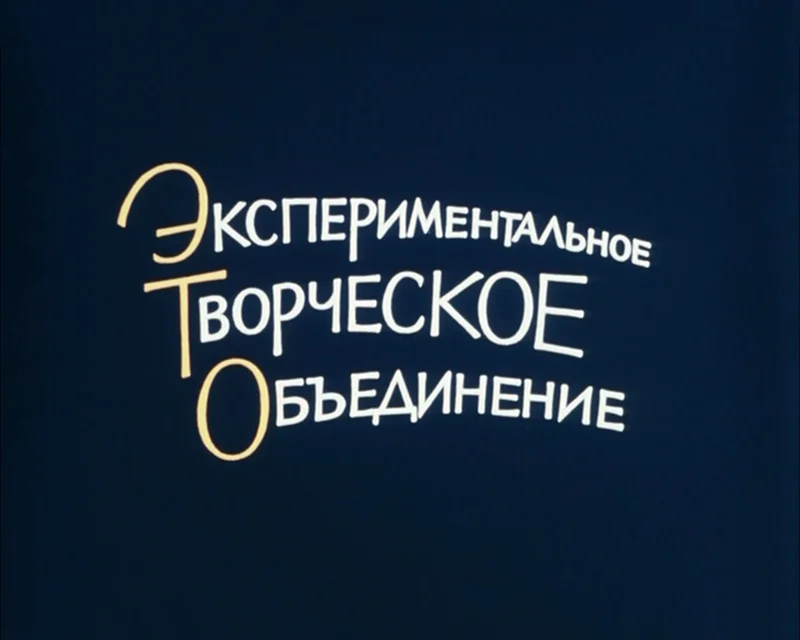
Заставка Экспериментального творческого объединения

В 1968 году идеологические и организационные трудности поставили под вопрос существование студии. 24 июня 1968 года на заседании Госкино прошло заслушивание отчёта от работе ЭТК, где Познер и Чухрай оправдывались за такие картины как мелодрама «Фокусник» (Пётр Тодоровский) и революционный альманах, состоящий из трёх новелл «Начало неведомого века» (Андрей Смирнов, Лариса Шепитько, Генрих Габай). Также поднимался вопрос технических сложностей при съёмках, доступа к съёмочной базе. В конце заседания Чухрай заявил: «Продолжать эксперимент в таком виде уже нельзя, нужно установить сотрудничество с Мосфильмом, который дал принципиальное согласие». В итоге ЭТК была приписана к «Мосфильму» и получила название Экспериментальное творческое объединение (ЭТО), что привело к значительному сокращению самостоятельности «чухраевцев». После этого из организации вышли Познер и Симонов.
В целом на начальном этапе деятельности система подготовки и создания фильмов получили положительную оценку со стороны не только кинематографистов, но и чиновников. В 1966 году Союз кинематографистов совместно с Госкино предложили проект преобразований, направленных на перенесение принципов деятельности ЭТК на весь советский кинематограф. Однако эта инициатива не получила одобрения со стороны ЦК КПСС. 2 августа 1972 года вышло постановление ЦК КПСС «О мерах по дальнейшему развитию советской кинематографии», где указывались на недостатки в работе Госкино и вместо либерализации организации производства была введена система госзаказов и усилены идеологические препоны. Официально было объявлено, что принципы работы объединения «не стимулировали создание масштабных картин на современную и историко-революционную темы». Первоначально ЭТО было преобразовано в Шестое творческое объединение «Мосфильма», а 3 мая 1976 года вышел приказ председателя Госкино Филиппа Ермаша о ликвидации и его.
Всего на ЭТК было снято четыре фильма. Первым из них стал документальный фильм «Если дорог тебе твой дом» режиссёра Василия Ордынского, который был посвящён двадцатилетнему юбилею Победы. В целом за период существования объединения были сняты 38 фильмов, среди которых такие успешные у зрителей, как: «Не горюй!» (1969), «Совсем пропащий» (1973) и «Афоня» (1975, лидер проката — 62,2 млн зрителей) Георгия Данелии, «12 стульев» (1971), «Иван Васильевич меняет профессию» (1973, лидер проката, более 60 млн зрителей) и «Не может быть» (1975, более 50 млн зрителей) Леонида Гайдая, «Белое солнце пустыни» (1970) Мотыля, «Земля Санникова» (1973) Альберта Мкртчяна и Леонида Попова, «Раба любви» (1974) Никиты Михалкова, «Табор уходит в небо» (1976, лидер проката, 64,9 млн зрителей) Эмиля Лотяну.
Опыт работы ЭТО-ЭТК послужил основой для реформ в области кинематографии во время перестройки. Подводя итоги деятельности объединения, киновед Валерий Фомин писал: «Киноэксперимент Григория Чухрая и его единомышленников был своеобразной разведкой боем, когда в чуждой среде административно-командной системы кино испытывалось на практике то, что спустя десять лет составило основу базовой модели кино. И не вина энтузиастов Экспериментальной киностудии, что им не все удалось осуществить из задуманного: это была не столько вина, сколько беда новаторских идей, не ко времени родившихся».